# Småflen
Småflen (Phalaris minor) är en gräsart som beskrevs av Anders Jahan Retzius. Småflen ingår i släktet flenar, och familjen gräs. Inga underarter finns listade i Catalogue of Life.

## Bildgalleri

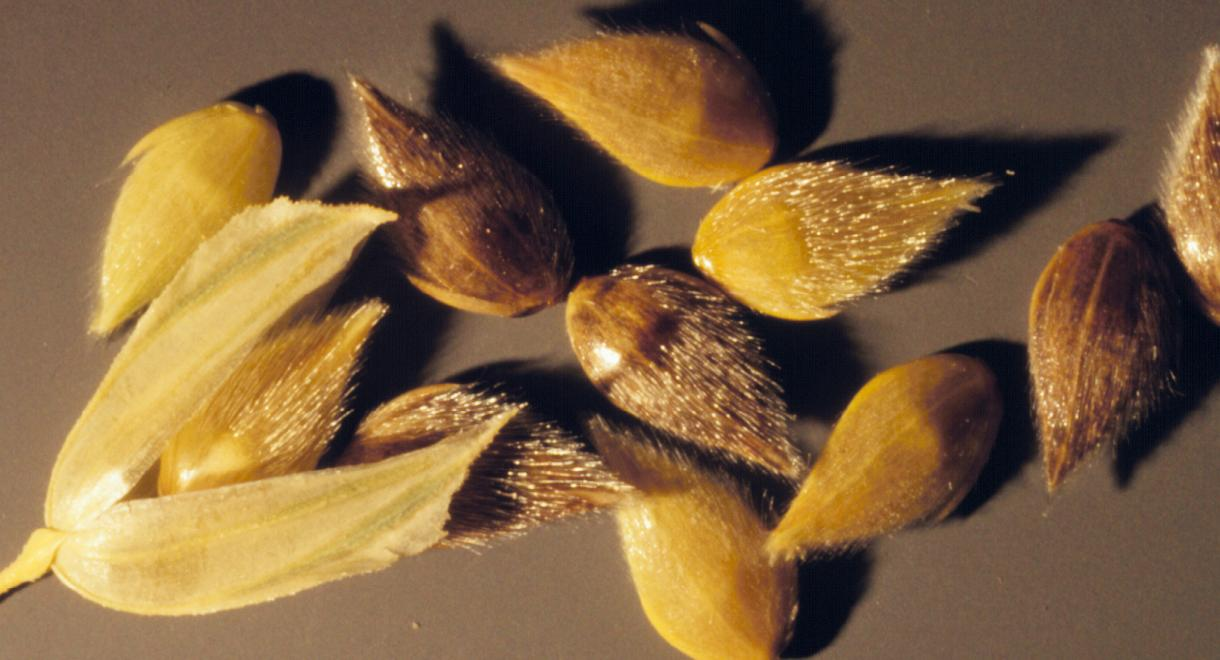
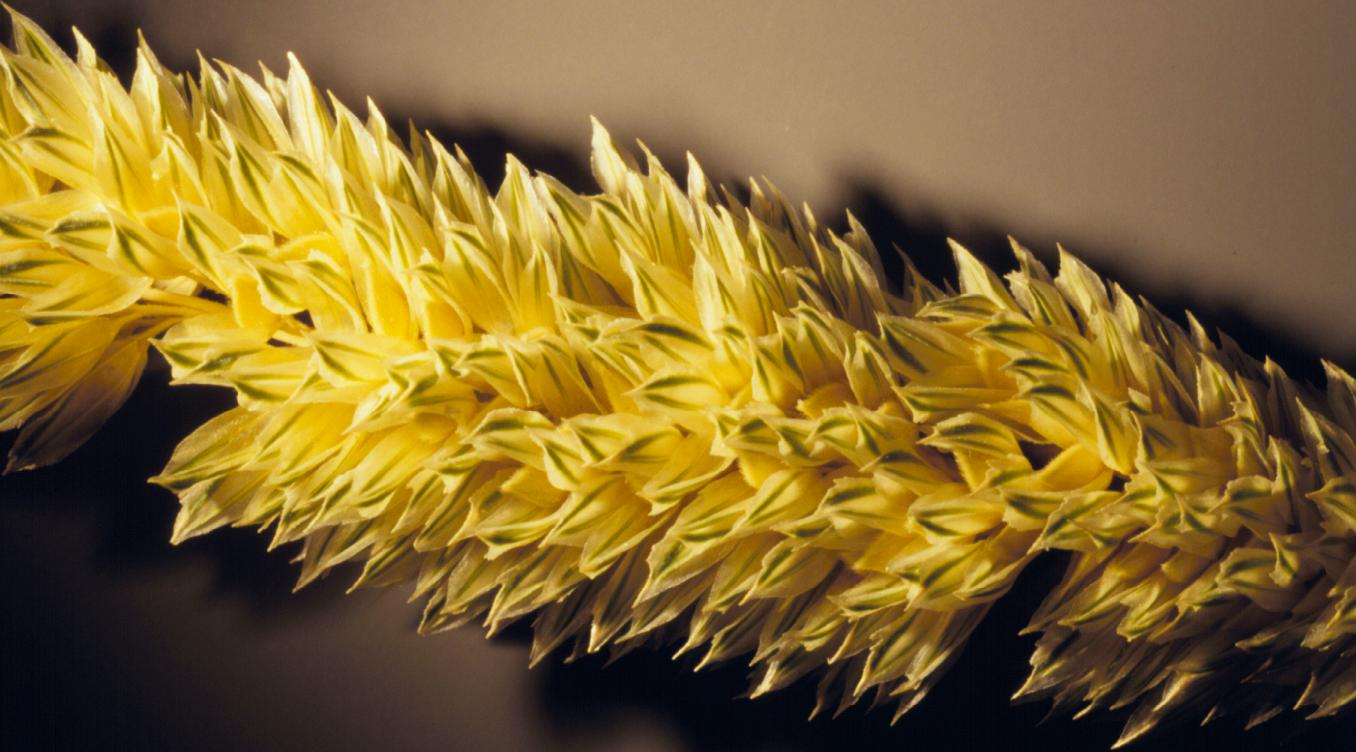